# ユマ・ジョリー
ユマ・ジョリー（Uma Jolie、1995年4月8日 – ）は、アメリカ合衆国のポルノ女優、DJ、アダルトモデル。

## 来歴
カリフォルニア州エルドラド郡フェアバンクスでメキシコ人、ドイツ人、ハンガリー人、ルーマニア人の血をひく家庭に生まれる。ロサンゼルスの西部地区の1つであるウッドランドヒルズで育ち、当初はファッションチェーンのアバクロンビー&フィッチのセールスウーマンとして、またバーテンダーとストリッパーとして働いていた。
アダルトモデルとして仕事を始めたとき、Facebookを通してエージェントに見出された。2014年の夏、19歳でポルノ女優としてデビューを果した。最初のシーンは映画『Kissing Cousins 3』で女優のゴールディ・ラッシュとのレズビアンのセックスシーンであった。
以来、Bang Bros、デジタル・シン、Girlsway、Girlfriends Films、Wicked Pictures、Pure Taboo、Erotica X、Nubiles、Zero Tolerance、Sweetheart Video、ヴィクセン、Reality Kings、Brazzers、Jules Jordan Videoなどの制作会社で撮影を行なっている。
その後ポルノから8か月間離れることを決め、2015年の秋に復帰した。彼女自身によれば芸名は女優のユマ・サーマンとアンジェリーナ・ジョリーに由来する。元々の髪色はダークブラウンで、前髪をまっすぐに伸ばしたボブカットにしていたら、皆がユマ・サーマンと呼んだのが最初の切っ掛けと言う。
女優・モデルとしての顔に加え、他のポルノ女優ブリタニー・アンドリュース、カーター・クルーズ、ダーシー・ドルチェ、サマンサ・ベントレーなどと同様DJでもある。
2017年2月、ペントハウス誌からペントハウス・ペットに選ばれ、レズビアン・アダルトサイトであるGirlswayからガール・オブ・ザ・マンスに選ばれた。3か月後の5月、Web制作会社のCherry Pimpslaにより「Cherry of the Month」に選出された。同年9月にはヴィクセン・スタジオからエンジェル・オブ・ザ・マンスに選ばれる。更にハスラー誌は彼女を2018年7月のハスラーハニーに指名し、その月のカバーガールとセンターフォールドに起用された。
2018年、ポルノ業界の賞レースで初の2つのノミネートを受ける。AVNアワードでは『Hey Big Spender』で"Best Virtual Reality Sex Scene"にノミネートされ、XBIZアワードでは『Young Fantasies 2』が"Best Sex Scene - Vignette Release"にノミネートされた。

## ノミネーション
| 年   | 賞                 | 結果       | 部門                              | 作品                 |
| ---- | ------------------ | ---------- | --------------------------------- | -------------------- |
| 2018 | AVNアワード        | ノミネート | Best Virtual Reality Sex Scene    | Hey Big Spender      |
| 2018 | Spank Bankアワード | ノミネート | Doctoral Degree in Dildology      | N/A                  |
| 2018 | Spank Bankアワード | ノミネート | VR Star of the Year               | N/A                  |
| 2018 | XBIZアワード       | ノミネート | Best Sex Scene – Vignette Release | Young Fantasies 2    |
| 2019 | XBIZアワード       | ノミネート | Best Sex Scene – Taboo Release    | Converting My Sister |